# Kingshighway
Pour plus de détails, voir Fiche technique et Distribution.
Kingshighway est un film américain réalisé par Clayne Crawford et sorti en 2010.

## Fiche technique
- Titre : Kingshighway
- Réalisation : Clayne Crawford
- Scénario : Daniel Bishop et Franco Bongiovanni
- Musique : Michael Cuneo
- Photographie : Ryan Samul
- Montage : Dave Rock
- Production : Jeff Most (en)
- Société de production : Candle Room Productions et Jeff Most Productions
- Pays :  États-Unis
- Genre : Policier
- Dates de sortie : 
  -  États-Unis : 2010

## Distribution
- Clayne Crawford : Billy Jones
- Lina Esco : Lena Capriolini
- Burt Young : Mario Capriolini
- Edward Furlong : Dino Scarfino
- Roma Maffia : Rosa
- Waylon Payne : Sean
- Candice Accola : Sophia